# Krečna voda
Krečna voda je ime za zasićeni rastvor kalcijum hidroksida. Termin se odnosi na mineral kreča. Njegova hemijska formula je Ca(OH)2. Ovaj hidroksid je slabo rastvoran, i.e. ca. 1.5 g / l na 25 °, tako da nema vidne razlike između krečne i čiste vode. Alternativno, posmatrač može da primeti blag miris zemlje. Ona se jasno razlikuje po alkalnom ukusu kalcijum hidroksida. Kad je izložena ugljen-dioksidu, krečna voda se pretvara u mlečni rastvor.
Dok je krečna voda proziran rastvor, krečno mleko je suspenzija čestica kalcijum hidroksida u vodi. Te čestice mu daju mlečni izgled. Krečno mleko se proizvodi reagovanjem kalcijum oksida sa viškom vode, obično 4 do 8 puta većom količinom vode od količine CaO. Reakcija vode i kalcijum oksida se naziva gašenjem kreča. Kalcijum oksid se konvertuje u hidroksid prema sledećoj reakciji:
Ova reakcija je veoma egzotermna i oslobađa dovoljno toplote da dovede suspenziju do tačke ključanja. To se može ostvariti koristeći odnosu od 2 dela vode na 1 deo kreča (po težini).
Krečno mleko je alkalno sa pH vrednošću od 12.3. Ono se koristi u hemijskoj industriji kao neutrališući agens u tretmanu otpadnih voda. Mada ono ime mnoštvo drugih primena, ono je najbolje poznato po svojoj (istorijskoj) primeni kao bele boja.